# Residenza dell'Arte dei Vaiai e Pellicciai
La Residenza dell'Arte dei Vaiai e Pellicciai è un edificio civile del centro storico di Firenze, situato in via Lambertesca 2-2B e oggi facente parte del complesso degli Uffizi.

## Storia e descrizione

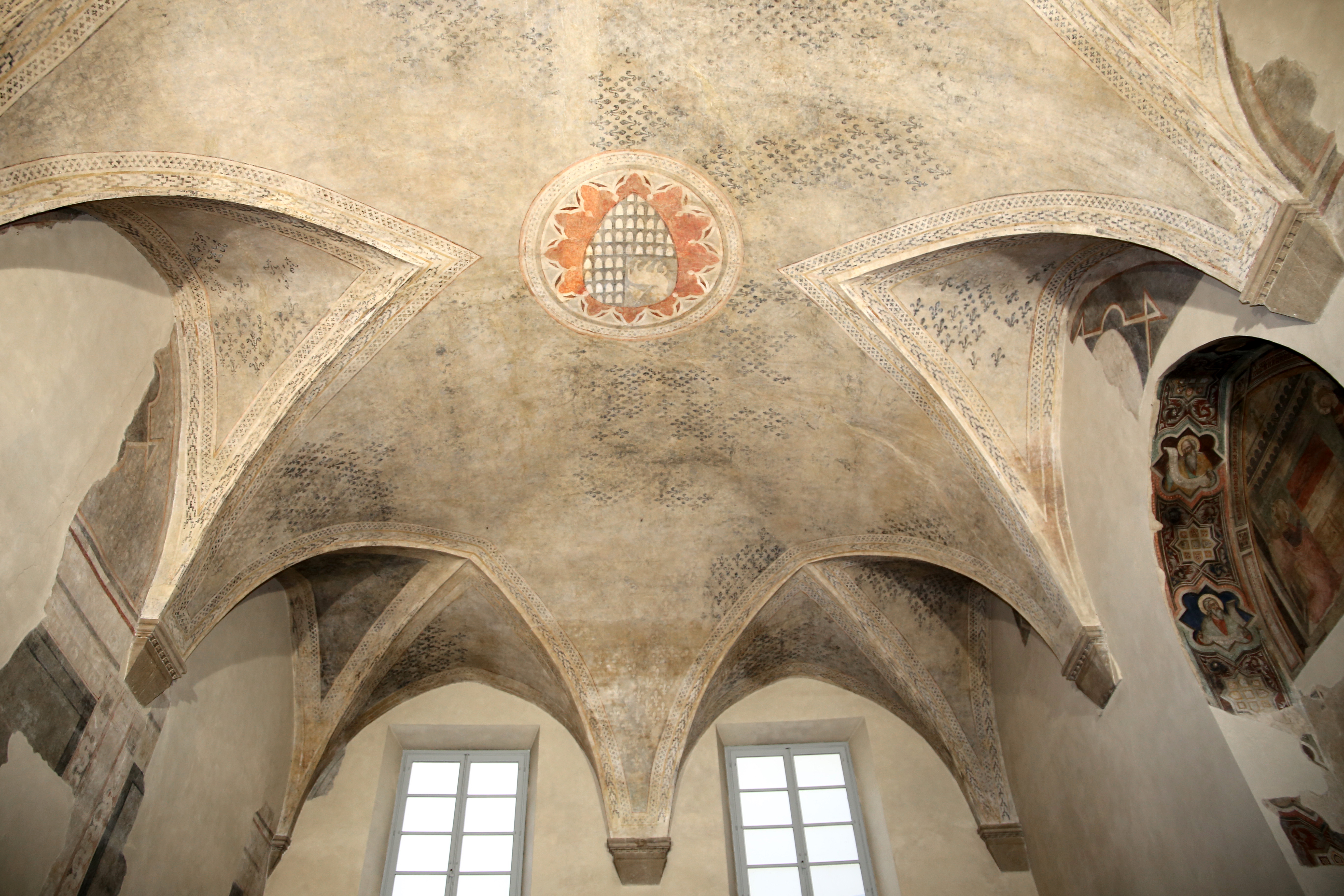
Volta della sala dell'Udienza

Dell'antica residenza costruita nel Trecento e censita da Walther Limburger resta forse memoria in alcuni elementi in pietra che sono stati portati in luce sul fronte intonacato dell'edificio, poi annesso al palazzo della Magona Granducale (al numero 4 della strada), quindi legato al complesso degli Uffizi e conseguentemente interessato dal cantiere dei Nuovi Uffizi. La porta, con ghiera ad arco cuspidato, è forse la primitiva, ma vi furono tolte le mensolette e le decorazioni dell'architrave. Faceva parte di un gruppo di antiche fabbriche confiscate, che il Comune concesse a diverse Arti perché vi fabbricassero la loro residenza.
Attualmente gli ambienti ospitano l'Ufficio Catalogo e il Centro di Documentazione della Soprintendenza fiorentina: tra i vari spazi è da segnalare la sala di consultazione che dovrebbe essere identificabile nella trecentesca sala delle Udienze, dipinta di un seminato di fleur de lys con un grande stemma dell'Arte al centro della volta e con alcune rappresentazioni di santi protettori dipinte sulle pareti.